# William Ewart Fairbairn
William Ewart Fairbairn, född 28 februari 1885 i Rickmansworth, Hertfordshire, död 20 juni 1960, var en brittisk militär och polis som utvecklade en egen närstridsmetod, Defendu. Fairbairn är också nämnd som en möjlig förebild till Ian Flemings karaktär James Bond[källa behövs].
Fairbairn träffade 1919 Eric Anthony Sykes då han tjänstgjorde som 1:e kriminalinspektör i Shanghai Municipal Police. Snart blev han och Sykes värvade till den brittiska underrättelsetjänsten Secret Intelligence Service, (SIS).
Fairbairn utvecklade även ett nytt tänkande om taktiskt skytte, ofta refererat till som instinktivt skytte. Han tog fram Fairbairn-Sykes-dolken tillsammans med Eric Anthony Sykes.